# Saint-Romans-des-Champs
Saint-Romans-des-Champs település Franciaországban, Deux-Sèvres megyében. Lakosainak száma 167 fő (2022. január 1.). Saint-Romans-des-Champs Brûlain, Les Fosses, Juscorps, Marigny és Saint-Martin-de-Bernegoue községekkel határos.

## Népesség
A település népessége az elmúlt években az alábbi módon változott:
| Lakosok száma | 182  | 184  | 173  | 168  | 167  | 167  | 166  | 167  |
|               | 2013 | 2015 | 2017 | 2018 | 2019 | 2020 | 2021 | 2022 |